# António de Menezes e Vasconcelos de Drummond
António Menezes e Vasconcelos de Drummond foi um diplomata e historiador do século XIX envolvido na independência do Brasil, em conjunto com D. Pedro I do Brasil, a Imperatriz Dona Leopoldina e José Bonifácio de Andrade e Silva. 
Conselheiro e ministro plenipotenciário do Brasil na Europa, após a sua independência, coube-lhe o papel de inaugurar as várias embaixadas do Brasil na Europa. Foi também um dos fundadores de Itajaí. Nasceu no Rio de Janeiro a 21 de maio de 1794 e faleceu em Paris a 15 de Janeiro de 1865. Era filho legítimo do Tenente Coronel António Luiz Ferreira de Menezes e Vasconcellos de Drummond, Vereador do Senado da Câmara, Escrivão da Mesa Grande da Alfandega do Rio de Janeiro, Cavaleiro da Ordem de Cristo e de sua mulher D. Josepha Januária de Sá e Almeida. 12º neto de João Escócio (John Drummond), escocês que se fixou na Ilha da Madeira por volta de 1420, descendente pela linha Drummond de Maurício Drummond, neto do Rei André I da Hungria. Por sua vez, João Escócio (John Drummond), era sobrinho da Rainha Anabela da Escócia, neto do Henry Sinclair, 1º conde de Orkney, 9º barão de Rosslyn, Duque de Oldenburg, *1345 +1400 e de sua mulher Jean Halyburton, sendo esta descendente dos reis da Escócia, neta de Robert Stewart, duque de Albany, Conde de Fife, c. 1340 – 3.9.1420, Regente do Reino, ( 1401 - 1420). Responsável pela construção do Castelo Doune e de sua mulher Margaret Graham, condessa de Menteith, c. 1334 - c. 1380. 
Família:
De Dona Luísa Joaquina de Morais teve:
- D. Narcisa de Menezes e Vasconcelos de Drummond *15.5.1831
De N.
- Luís Teles de Drummond, *10.7.1843. 
De Dona Maria da Assunção Ribeiro Monteiro teve:
- D. Luiza Augusta Ribeiro Monteiro Drummond *4.12.1843, com descendência na família Drummond Ludovice. 
De Dona Maria José Gondim teve:
- D. Amélia Eugénia Vasconcelos Drummond *16.11.1852 Lisboa, Baronesa de Inohan.
- D. Teresa Cristina Vasconcelos Drummond *1856, Baronesa da Estrela.